# Јована Пајић
Јована Пајић (Београд, 13. јануар 1989) српска је певачица. Истакла се током учешћа у другој сезони певачког такмичења Звезде Гранда (2005) где је заузела пето место. Године 2010. заузела је пето место у трећој сезони ријалити-такмичења Фарма. Бивша је чланица групе Министарке.

## Биографија
Рођена је 13. јануара 1989. године у Београду. Завршила је Техничку школу и студирала психологију на Факултету за медије и комуникације Универзитета Сингидунум.

### Музичка каријера
Године 2005. пријавила се на најпознатије регионално музичко такмичење — Звезде Гранда. Пласирала се у финале и завршила на петој позицији.
Са певачем Бојаном Томовићем снимила је дует Југић године 2008.
Песму Тако хтела сам објавила је 2009. године. Наредне године излазе синглови Лутке и Ако ти је стало (дует с Мирком Гаврићем). Године 2011, објавила је песме Заплачем ли, Наша љубав и BMW. Потом излази дует Носталгија са Зораном Павић. Године 2013. објавила је песму Не тражи тугу.
Од новембра 2018. године чланица је српске девојачке групе под називом Министарке (основана 2013), као њихова осма по реду певачица. Ово је био њен известан повратак на сцену. Дана 5. марта 2019. године Министарке су са Пајићевом као вокалисткињом и Лапсус бендом (Емир Аличковић вокалиста) објавиле песму Воли ме.

### Остало
Године 2010. узела је учешће у ријалити-шоуу Фарма. Освојила је пето место.

## Приватни живот
Од 2010. године је у вези са Александром Цветковићем из групе Tropico Band. Неки медији су писали и да је паралелно у вези с пилотом Милетом Матовићем; Пајићева је то порекла. Са Цветковићем се верила почетком 2012, а венчали су се 27. новембра 2012. године. Исте године су добили ћерку Хелену; у априлу 2016. добили су ћерку Ђину. У децембру 2021. су се развели.
Има мацу Живку.

## Дискографија

### Синглови
- Југић (с Бојаном Томовићем; 2008)
- Тако хтела сам (2009)
- Лутке (2010)
- Ако ти је стало (с Мирком Гаврићем; 2010)
- Заплачем ли (2011)
- Наша љубав (2011)
- BMW (2011)
- Носталгија (2011)
- Не тражи другу (2013)
- Лудило моје (2024)
- Презиме се брише (2024)
- Демони (2025) (са Маријом Шерифовић)

Као вокал Министарки
- Месец дана (с Пеђом Меденицом; 2018)
- Воли ме (с Лапсус бендом; 2019)
- Не зови (с Тропико бендом; 2020)